# Явшиницы
Явшиницы — деревня в Алёховщинском сельском поселении Лодейнопольского района Ленинградской области.

## История
Сборник Центрального статистического комитета описывал деревню так:

ЯВШЕНИЦЫ — деревня деревня бывшая государственная при реке Капше, дворов — 59, жителей — 307; лавка. (1885 год)

В конце XIX — начале XX века деревня административно относилась к Красноборской волости 2-го стана 2-го земского участка Тихвинского уезда Новгородской губернии.

ЯВШЕНИЦЫ — деревня Явшеницкого сельского общества, число дворов — 70, число домов — 85, число жителей: 250 м. п., 202 ж. п.; 

Занятие жителей — земледелие. Ручей. Часовня, земская школа, 2 мануфактурные лавки. (1910 год)

С 1917 по 1918 год деревня Явшеницы входила в состав Красноборского сельсовета Тихвинского уезда Новгородской губернии.
С 1918 года в составе Череповецкой губернии.
С 1927 года в составе Тервеничского сельсовета Оятского района. В 1927 году население деревни составляло 138 человек.
С 1928 года в составе Явшинского сельсовета.
Согласно карте Ленинградской области Северо-западного аэрогеодезического треста ГГУ издания 1932 года деревня называлась Мартыново и насчитывала 11 крестьянских дворов.
По данным 1933 года в состав Явшинского сельсовета Оятского района входила деревня Мартыново и исчезнувшие ныне соседние деревни: Кривопузово и Исачково.

Деревня Явшиницы на карте РККА 1940 года

Согласно карте РККА 1940 года деревня называлась Мартыново.
С 1955 года в составе Лодейнопольского района.
С 1960 года вновь в составе Тервеничского сельсовета.
В 1961 году население деревни составляло 110 человек.
По данным 1966, 1973 и 1990 годов деревня Явшиницы также входила в состав Тервенического сельсовета.
В 1997 году в деревне Явшиницы Тервенической волости проживали 8 человек, в 2002 году — 13 человек (все русские).
В 2007 году в деревне Явшиницы Алёховщинского СП проживали 7 человек, в 2010 году — 17, в 2014 году — 4 человека.

## География
Деревня расположена в южной части района на автодороге 41А-009 (Лодейное Поле — Чудово) в месте примыкания к ней автодороги 41К-019 (Явшиницы — Хмелезеро).
Расстояние до административного центра поселения — 14 км.
Расстояние до ближайшей железнодорожной станции Лодейное Поле — 62 км.

## Демография
| 1885 | 1910 | 1927 | 1961 | 1997 | 2007 | 2010 |
| ---- | ---- | ---- | ---- | ---- | ---- | ---- |
| 307  | ↗452 | ↘138 | ↘110 | ↘8   | ↘7   | ↗17  |
| 2014 | 2015 | 2016 | 2017 |      |      |      |
| ↘4   | →4   | →4   | →4   |      |      |      |

### Национальный состав
Согласно данным Всероссийской переписи населения 2021 года в деревне проживали 24 человека, все русские.

## Инфраструктура
На 1 января 2014 года в деревне было зарегистрировано: хозяйств — 4, частных жилых домов — 35
На 1 января 2015 года в деревне зарегистрировано: хозяйств — 3, жителей — 4.

## Улицы
Расловичи, Янгиничи.